# Tommaso de' Cavalieri
Tommaso de' Cavalieri (Roma, 1509 – Roma, 1587) è stato un nobile italiano.

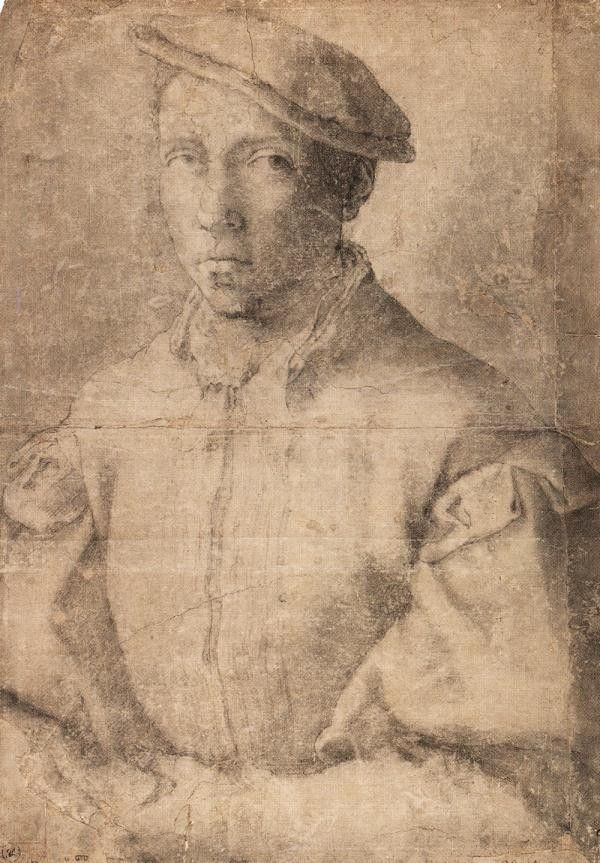
(Presunto) Tommaso de‘ Cavalieri, dipinto da Michelangelo. Conservato presso il Musée Bonnat, a Bayonne, in Francia.

De' Cavalieri aveva 23 anni quando incontrò Michelangelo Buonarroti al quale fu legato da una forte amicizia. Ma l'ipotesi di una relazione sentimentale tra loro è decisamente più probabile. L’aspetto fisico di Tommaso sembrò calzante ai canoni di bellezza maschile ideale dell'artista, che lo descrisse come «luce del secolo nostro, paragone per il mondo intiero». I due rimasero legati per lungo tempo, tanto che de' Cavalieri era presente alla morte dell'artista. L'amicizia tra il nobiluomo e il Buonarroti è trattata in alcune opere teatrali di cui Michelangelo è il protagonista.

## Biografia
Tommaso de' Cavalieri era figlio di Cassandra Bonaventura e Mario de' Cavalieri. In un documento ufficiale tradotto da Gerda Panofsky-Soergel, si fa menzione del fatto che Cavalieri pagò lo stipendio per la messa in memoria del fratello Emilio il 6 settembre 1536. Questo è l'unico documento che menziona l'età di Cavalieri e la sua traduzione afferma "ha più di 16 anni, ma meno di 25". Warren Kirkendale corregge l'interpretazione del documento da parte di Panofsky-Soergel e invece lo traduce per dire che Cavalieri aveva "non più di 16 anni", ponendo la sua nascita probabile nel 1520 e intendendo che era "solo un ragazzo di dodici anni" quando incontrò Michelangelo.
I genitori di Cavalieri si sposarono nel novembre 1509 e prima che Tommaso nascesse ebbero un figlio, Emilio. Dopo la morte del padre nel 1524 e del fratello maggiore nel 1536, Tommaso divenne il capofamiglia. Il suo primo incarico nel governo romano fu quello di caporione del suo quartiere di Sant'Eustachio, che assunse nel 1539. È stato notato che Cavalieri non partecipò molto al governo civico, sebbene avrebbe ricoperto questa posizione cinque volte (nel 1539, 1542, 1546, 1558 e 1562). Due volte (nel 1564 e nel 1571) ricoprì la carica di Conservatore, la carica di grado più alto che un cittadino romano potesse ricoprire.
Cavalieri sposò Lavinia della Valle nel 1544 a Roma. Lavinia era nata tra il 1527 e il 1530. Era figlia di Giulia Caffarelli e Lorenzo Stefano della Valle ed era cugina del cardinale Andrea della Valle. Il matrimonio di Tommaso e Lavinia fu la continuazione di una lunga tradizione di matrimoni tra i de' Cavalieri e i della Valle. Lo stretto legame tra le famiglie fu dimostrato durante il Sacco di Roma del 1527, quando Tommaso  aveva cercato rifugio nel palazzo del cardinale.
La coppia generò due figli: Mario, probabilmente nato nel 1548, ed Emilio, nato prima del 1552 e destinato a diventare un rinomato compositore. Lavinia morì dopo nove anni di matrimonio e fu sepolta nella chiesa di Santa Maria in Aracoeli, dove sia la famiglia Cavalieri che quella della Valle avevano cappelle.
Tommaso de' Cavalieri morì nel 1587.

## Poesia
Michelangelo dedicò approssimativamente 30 dei suoi 300 componimenti a de' Cavalieri, per la maggior parte sonetti, ma vi furono anche madrigali e quartine. Il tema centrale di ognuno di essi è l'amore dell'artista per il giovane nobiluomo. Alcuni commentatori moderni asseriscono che la relazione fu meramente platonica, suggerendo che Michelangelo stesse cercando un figlio putativo.
I sonetti sono la prima lunga serie di poesie in lingua moderna dedicati da un uomo a un altro, anticipando quelli di Shakespeare per il suo giovane amico, di ben cinquant'anni.
Un altro celebre sonetto è il G.260, dove nel primo verso emerge il suo amore, sublimato dalla filosofia neoplatonica, per de' Cavalieri: «L’amore non è sempre un peccato aspro e mortale».
Analogamente, nel sonetto G.41 Michelangelo afferma:
l'amor mi prende e la beltà mi lega;
la pietà, la mercé con dolci sguardi
ferma speranz' al cor par che ne doni.

## Disegni
Buonarroti fece dono a de' Cavalieri di quattro disegni completi, così definiti in una presentazione da Johannes Wilde. Essi erano disegni di un tipo nuovo, veri e propri lavori completi intesi come regali, piuttosto che schizzi o studi. De' Cavalieri li apprezzò fortemente, e fu restio a prestarne alcuni a membri della Curia papale. Giorgio Vasari insistette sulla loro grande originalità. Il significato dei disegni sfugge a una completa interpretazione, anche se è comune tra gli esperti l'idea che essi si leghino a temi morali o teorie sull'amore neoplatonico.
Nel 1562, de' Cavalieri dovette regalare al granduca Cosimo I un dipinto regalatogli da Michelangelo, la Cleopatra, scrivendo allo stesso Cosimo quanto fosse difficile per lui separarsi da quel dipinto.

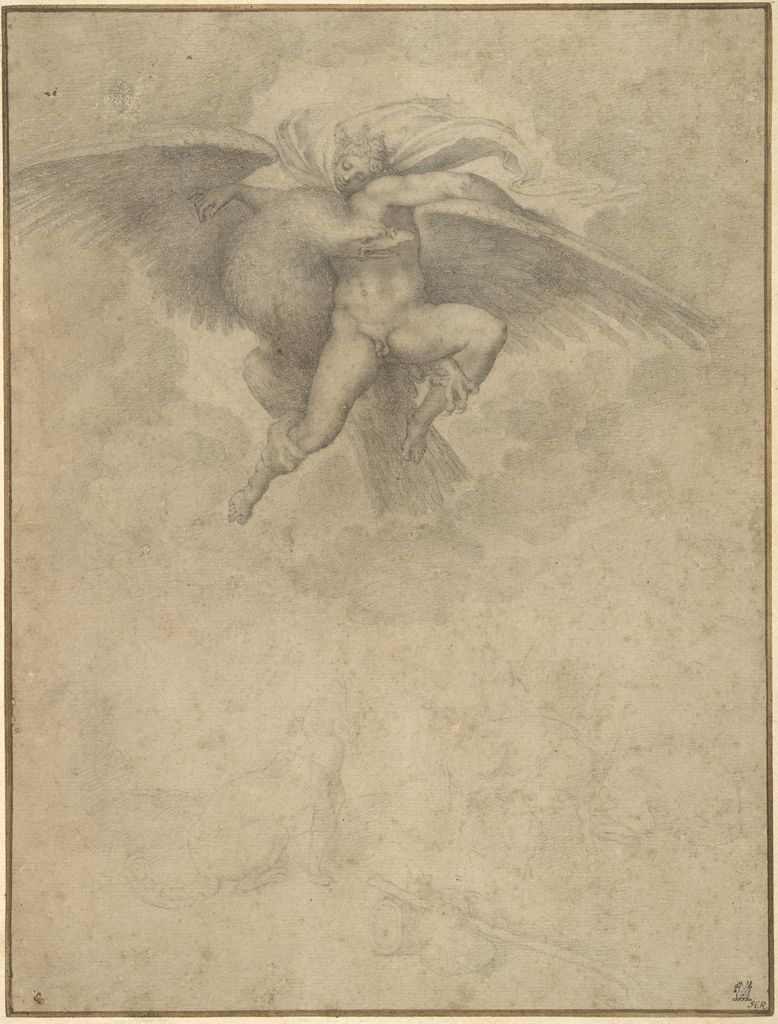
Michelangelo, Rapimento di Ganimede, c. 1532.

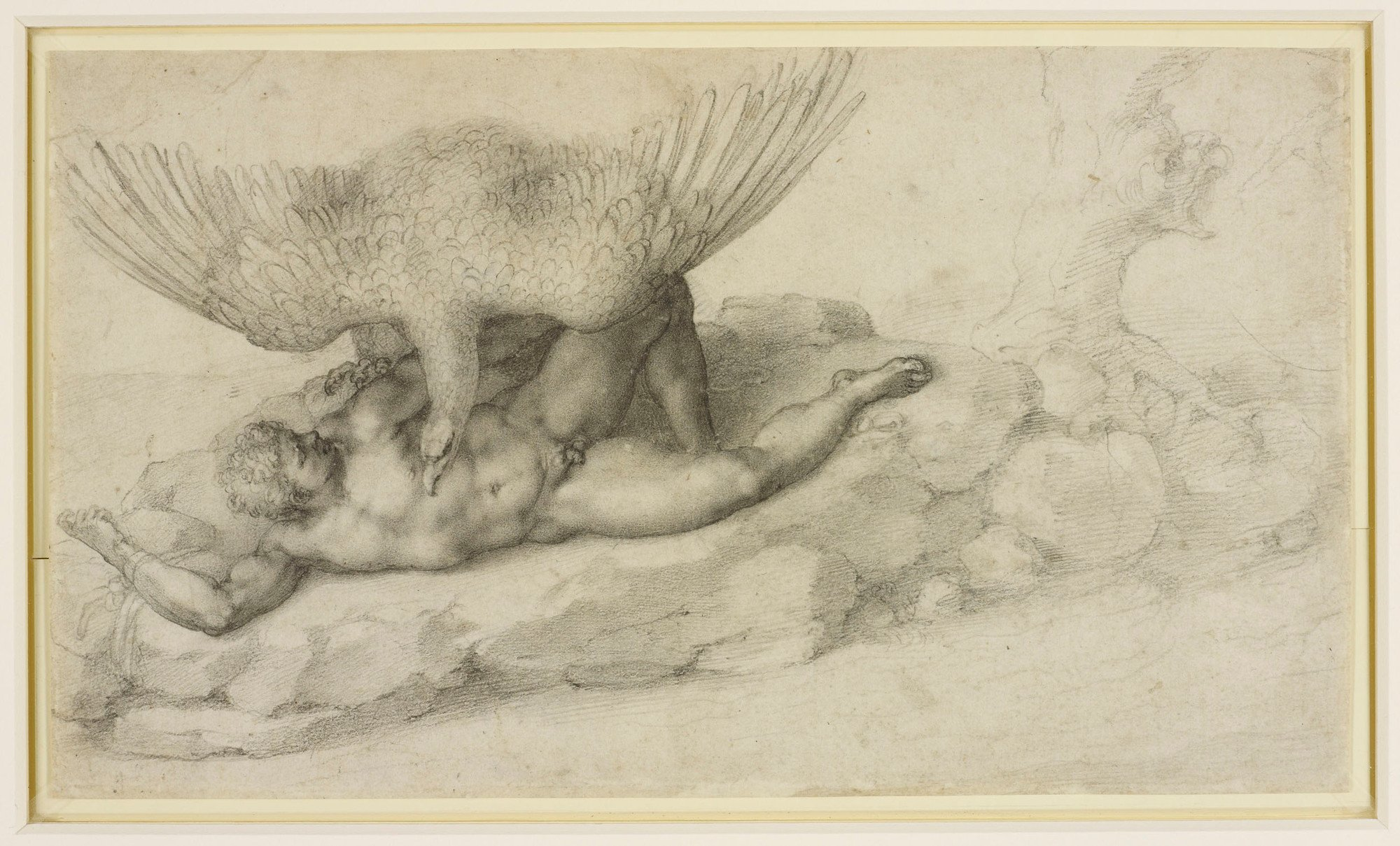
Michelangelo, Punizione di Tizio, c. 1532.

### Punizione di TizioeRapimento di Ganimede(1532)
Questi due disegni rappresentano entrambi un maschio muscoloso attaccato da un'aquila. Tizio era figlio di una principessa umana e del dio Zeus. Tentò di violentare una dea e venne ucciso da due degli dei, ma la sua punizione non ebbe termine con la morte; per l'eternità fu incatenato a una roccia nell'Ade mentre due avvoltoi mangiavano il suo fegato, che era considerato la sede delle passioni. Zeus concupì Ganimede, il più bello di tutti gli esseri umani, e si trasformò in aquila per rapirlo (o stuprarlo) e farne il suo servitore sul Monte Olimpo. Il disegno originale è andato perduto e ci è noto solo dalle copie.

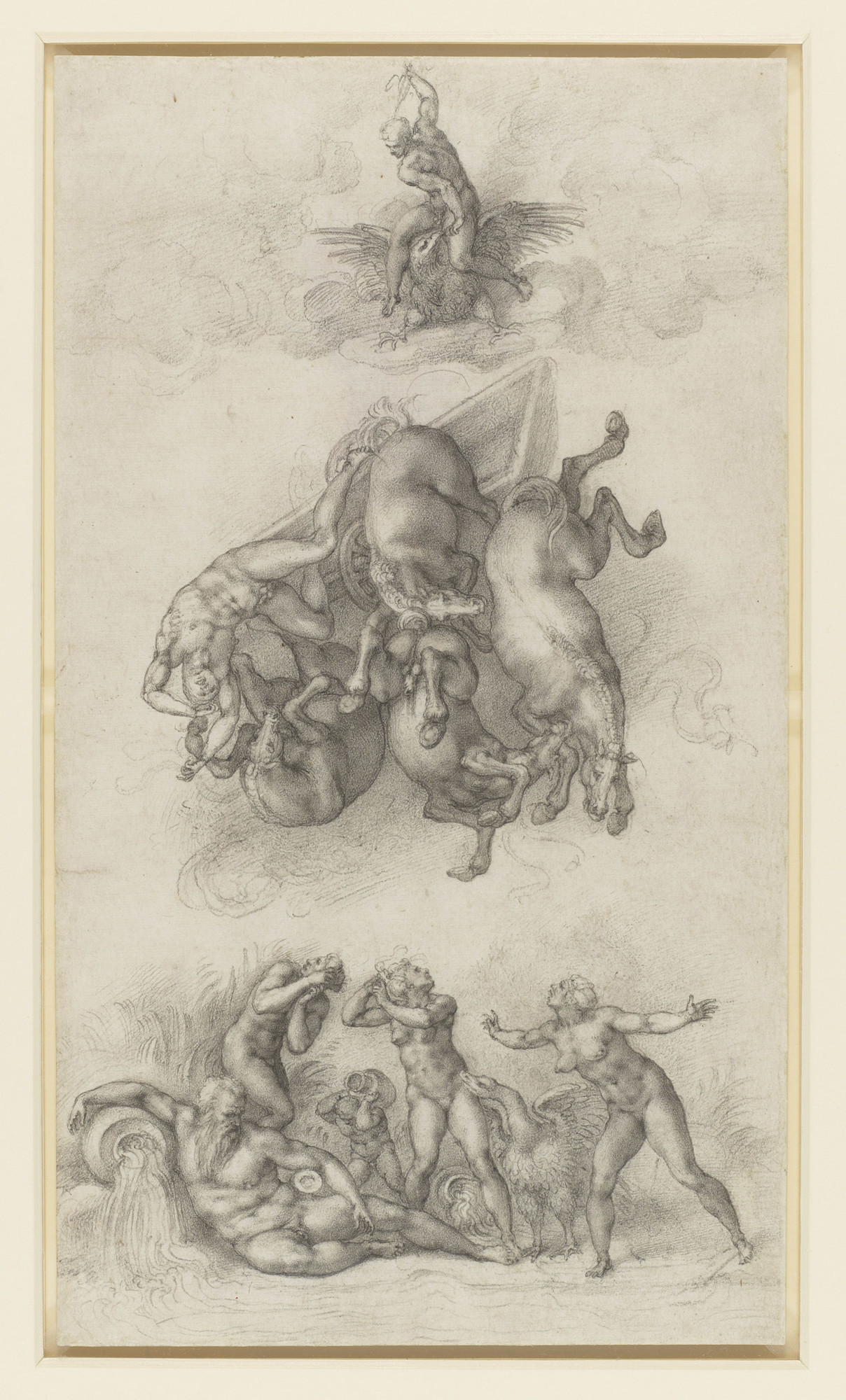
Michelangelo, Caduta di Fetonte, c. 1533.

### Caduta di Fetonte(1533)
Fetonte era figlio di Apollo e tormentava il padre di lasciarlo guidare il carro del sole. Perse il controllo dei cavalli di fuoco e Zeus dovette distruggere il carro (e uccidere Fetonte), con un fulmine, per evitare che distruggesse la terra. Nel disegno di Michelangelo, Zeus sta cavalcando un'aquila mentre lancia la folgore che rovescia il carro. Le donne che seguono sono le sorelle addolorate di Fetonte. Tre versioni di questo disegno di Michelangelo sono giunte ai nostri giorni, questa è forse la versione finale che è stata donata a de' Cavalieri il 6 settembre 1533. La data si trova in una lettera di de' Cavalieri all'artista nella quale si dice che il disegno era stato molto ammirato dai visitatori illustri (tra cui il Papa Clemente VII e il cardinale Ippolito de' Medici). In un'altra versione del disegno, oggi al British Museum, Michelangelo scrisse una nota a de' Cavalieri: «Maestro Tommaso, se questo schizzo non vi piace, ditelo ad Urbino in modo che possa avere il tempo di farne un altro entro domani sera, come vi ho promesso. Se vi piace e volete che lo finisca, inviatelo di nuovo a me».

### Baccanale dei fanciulli[17](1533)
Non è nota alcuna fonte scritta per questo disegno, che, presumibilmente, era un'allegoria familiare a Tommaso de' Cavalieri.

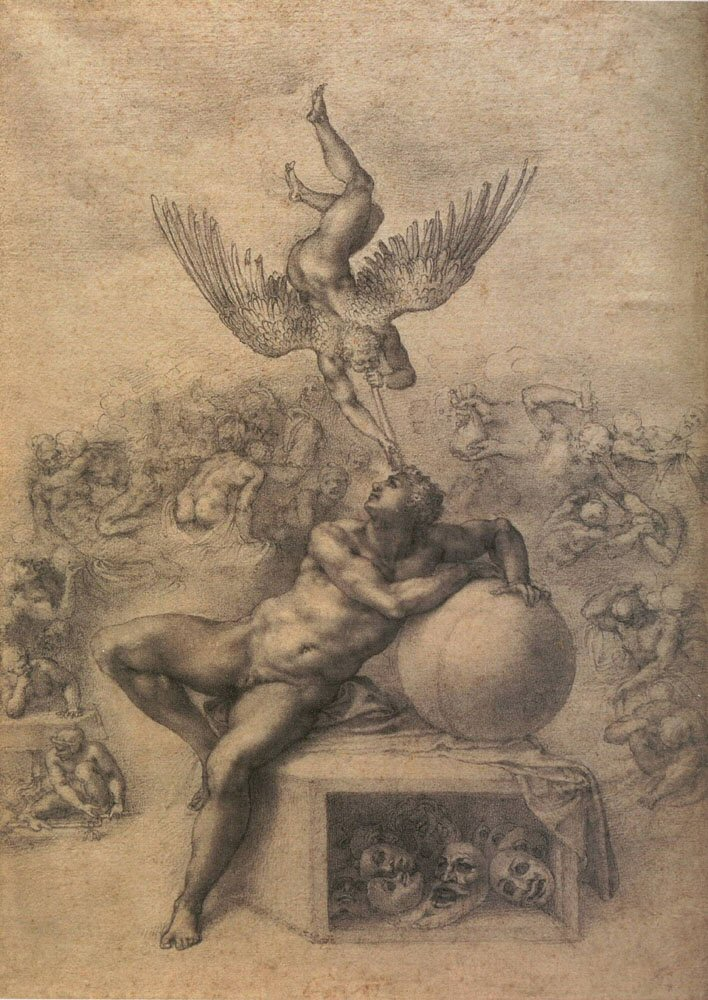
Michelangelo, Il sogno, c. 1533.

### Il sogno[18](1533)
Questo disegno non è direttamente legato a de' Cavalieri, ma la sua somiglianza con gli altri ha suggerito ad alcuni studiosi che fosse a essi collegato. A differenza di altre opere, l'iconografia non deriva dalla mitologia greca, e il suo soggetto è interpretato come collegato alla bellezza.